# Гойя, або Тяжкий шлях пізнання
«Гойя, або Тяжкий шлях пізнання» (рос. «Гойя, или тяжкий путь познания») — російський радянський художній широкоформатний фільм.

## Зміст
Фільм знятий за історико-біографічним однойменним романом Ліона Фейхтвангера. У його основі - життя Франсіско де Гойї, всесвітньо відомого іспанського художника і гравера, одного із найяскравіших представників романтизму. У фільмі описується його шлях, повний різних перипетій і веселих історій.

## Ролі
- Донатас Баніоніс — Франсіско Гойя
- Веріко Анджапарідзе — мати Франсіско
- Олівера Катаріна[en] — герцогиня Альба
- Ігор Дмитрієв — Герцог Альба
- Михайло Козаков — Жілмард
- Рольф Хоппе — король Карл IV
- Тетяна Лолова — королева Марія Луїза
- Людмила Чурсіна — Пепа
- Аріадна Шенгелая — Жозефа
- Ігор Васильєв — Сан Адріан
- Арно Вишневський[de] — Мануель Кінтана
- Мечислав Войт — інквізитор
- Фред Дюрен[de] — Августин Естеве

## Знімальна група
- Автор сценарію: Ангел Вагенштейн[en]
- Режисер-постановник: Конрад Вольф
- Режисери: 
  - Доріс Боркман
  - Володимир Степанов
- Режисерська група: 
  - Людмила Гальба
  - Володимир Синіло
  - Емілія Сухорукова
  - Іоніс Гузнер
  - Юрген Клаус
- Оператори:
  - Костянтин Рижов
  - Вернер Бергман[de]
- Художники:
  - Альфред Хіршмайєр
  - Валерій Юркевич
- Композитори:
  - Кара Караєв
  - Фарадж Караєв
- Звукооператори:
  - Едуард Ванунц
  - Гаррі Біленький
  - Юхим Юдін
- Консультант: Яків Харон
- Монтажер: Олександра Боровська
- Директора картини: 
  - Генріх Хохлов
  - Герберт Елер

## Саундтрек
- Ave Maria
- Пісні Марії Росаріо (виконує Пако Ібаньєс)
- Соло гітари (Юрій Смирнов)
- Оркестр Ленінградської Державної Філармонії (диригент Рауф Абдуллаєв)